# Мальва (золота монета)
«Ма́льва» — золота пам'ятна монета номіналом 2 гривні, випущена Національним банком України, присвячена одному з символів України — мальві — квітці, що уособлює любов до рідної землі, до свого народу і є однією з найулюбленіших в українців.
Монету було введено в обіг 31 травня 2012 року. Вона належить до серії «Найменша золота монета».

## Опис монети та характеристики
| Номінал грн. | Метал  | Маса, грам | Діаметр, мм. | Якість виготовлення       | Гурт    | Тираж, штук |
| ------------ | ------ | ---------- | ------------ | ------------------------- | ------- | ----------- |
| 2            | золото | 1,24       | 13,92        | спеціальний анциркулейтед | гладкий | 8 000       |

### Аверс
На аверсі монети в намистовому колі розміщено малий Державний Герб України, над яким — рік карбування монети — «2012»; між намистовим колом і кантом монети — кругові написи: «НАЦІОНАЛЬНИЙ БАНК УКРАЇНИ» (угорі), «2 ГРИВНІ» (унизу), а також позначення металу, його проби — «Au 999,9» (ліворуч), маси — «1,24» та логотип Монетного двору Національного банку України (праворуч).

### Реверс
На реверсі монети зображено мальву та розміщено написи: «МАЛЬВА» (ліворуч), «MALVA» (праворуч).

## Автори

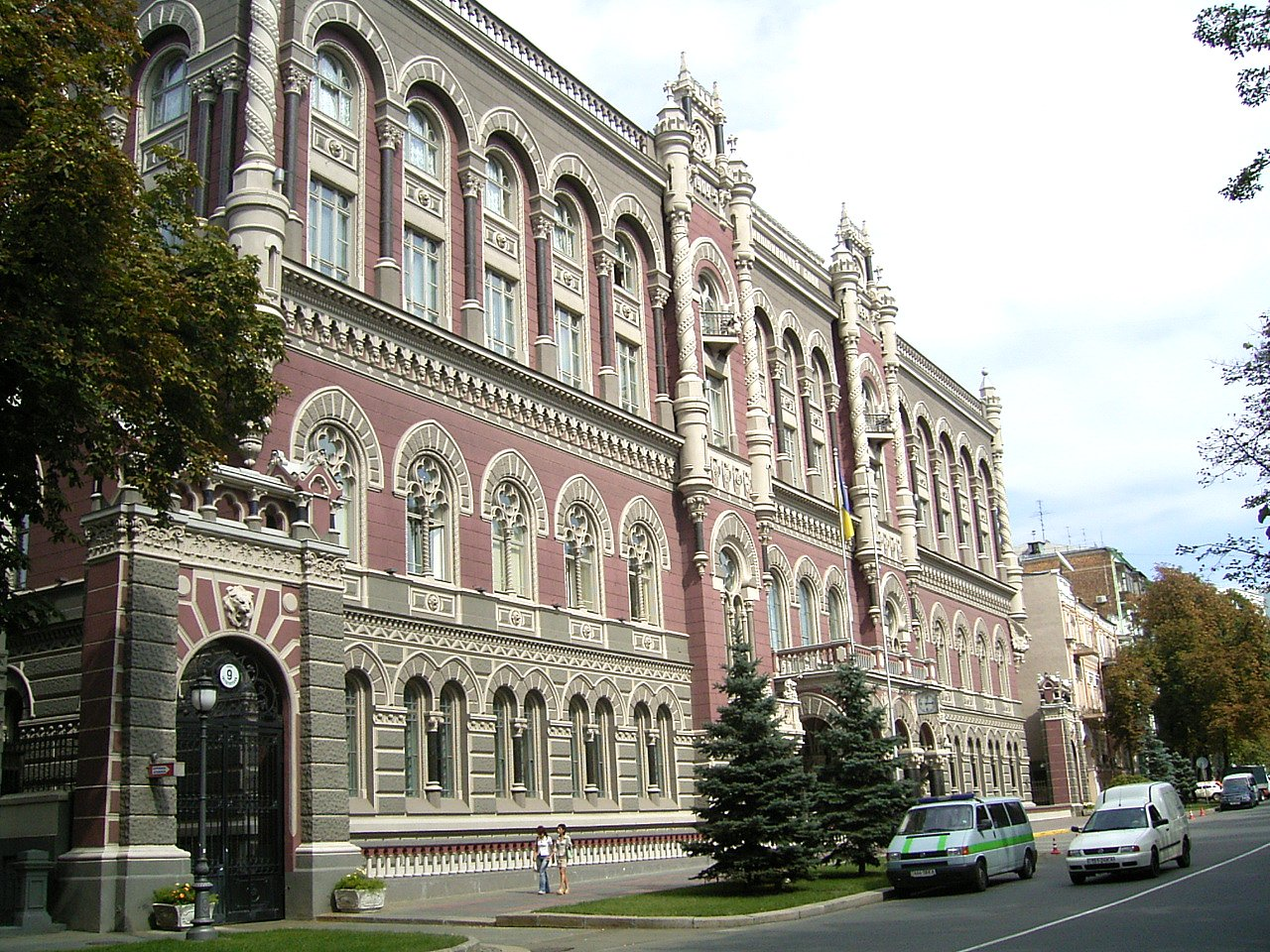
Будівля Національного банку України

- Художник — Володимир Дем'яненко.
- Скульптор — Володимир Дем'яненко.

## Вартість монети
Ціну монети — 920 гривень встановив Національний банк України у період реалізації монети через його філії у 2012 році.
Фактична приблизна вартість монети, з роками змінювалася так:
| Рік        | 2012 | 2013 | 2014 | 2015  | 2016  | 2017  | 2018  | 2019  | 2020  | 2021  | 2022  | 2023  | 2024  | 2025  |
| ---------- | ---- | ---- | ---- | ----- | ----- | ----- | ----- | ----- | ----- | ----- | ----- | ----- | ----- | ----- |
| Ціна, грн. | 920  | 990  | 800  | 1 970 | 1 590 | 1 950 | 1 900 | 1 850 | 2 200 | 2 900 | 3 700 | 4 700 | 6 000 | 8 400 |